# Fran Bagenal

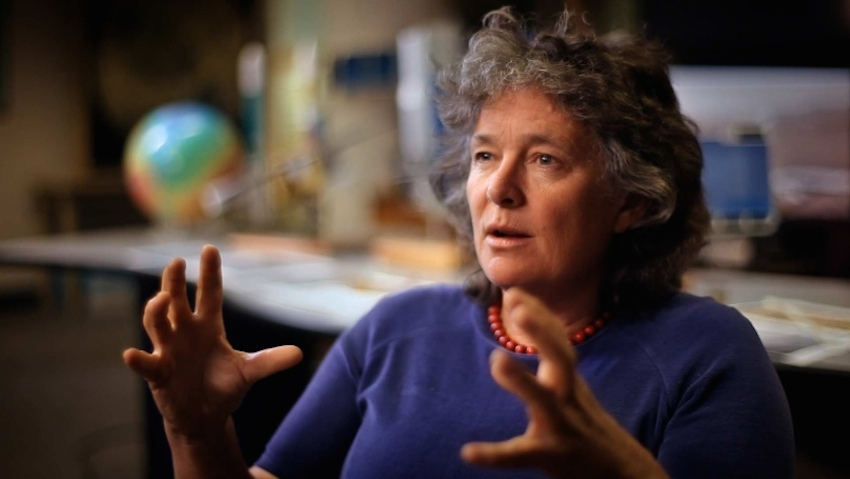
Fran Bagenal, 2019

Frances Bagenal (* 4. November 1954 in Dorchester, Dorset, England) ist eine britische Astrophysikerin, Geophysikerin, Autorin und Hochschullehrerin, die in den USA lebt und arbeitet.

## Leben
Bagenal schloss 1976 ihre Studien in den Fächern Physik und Geophysik an der englischen University of Lancaster in Lancaster mit dem Grad Bachelor of Science ab. Danach ging sie im gleichen Jahr für weitere Studien an das Massachusetts Institute of Technology (MIT). Dort wurde sie 1981 in den Fächern Erd- und Planetenwissenschaften promoviert. In den Folgejahren war sie sowohl an ihrer Alma Mater, als auch in London als Forscherin tätig. Seit 1989 ist sie Hochschullehrerin an der US-amerikanischen University of Colorado Boulder und leitet dort seit 1999 die Abteilung für astrophysikalische und Planetarwissenschaften.
Bagenals Forschungsschwerpunkte sind die Physik der Plasmen im Weltraum und die Magnetosphären der Planeten. Sie hat an verschiedenen Forschungsprogrammen mitgearbeitet, so beim Plasmawissenschaftsexperiment des Voyagerprogramms, bei den Programmen Galileo und Deep Space 1. Des Weiteren ist sie Mitglied des Teams bei der Mission New Horizons zum Planeten Pluto und bei der Junomission zum Planeten Jupiter.
2021 wurde Bagenal in die National Academy of Sciences gewählt.

## Veröffentlichungen
- mit Timothy E. Dowling und William B. McKinnon: Jupiter: The Planet, Satellites and Magnetosphere. Cambridge University Press, Cambridge, England 2004, ISBN 0-521-81808-7.